# Physonota arizonae
Physonota arizonae är en skalbaggsart som beskrevs av Schaeffer 1925. Physonota arizonae ingår i släktet Physonota och familjen bladbaggar. Inga underarter finns listade i Catalogue of Life.